# Marek-Sudak-Brücke
Die Marek-Sudak-Brücke, polnisch Estakada im. Marka Sudaka, ist eine Hochstraße, die den Daszyński-Platz in Toruń (Thorn) in Polen überquert.
Die Hochstraße, der Daszyński-Platz und der Tunnel unter dem Platz waren Teil des Projektes für den Bau der Gen.-Elżbieta-Zawacka-Brücke über die Weichsel.
Die Brücke ist nach Marek Sudak (1967–2011) benannt, einem polnischen Brückenbauingenieur, der während der Planung für die Gen.-Elżbieta-Zawacka-Brücke im Alter von 44 Jahren starb.

## Beschreibung

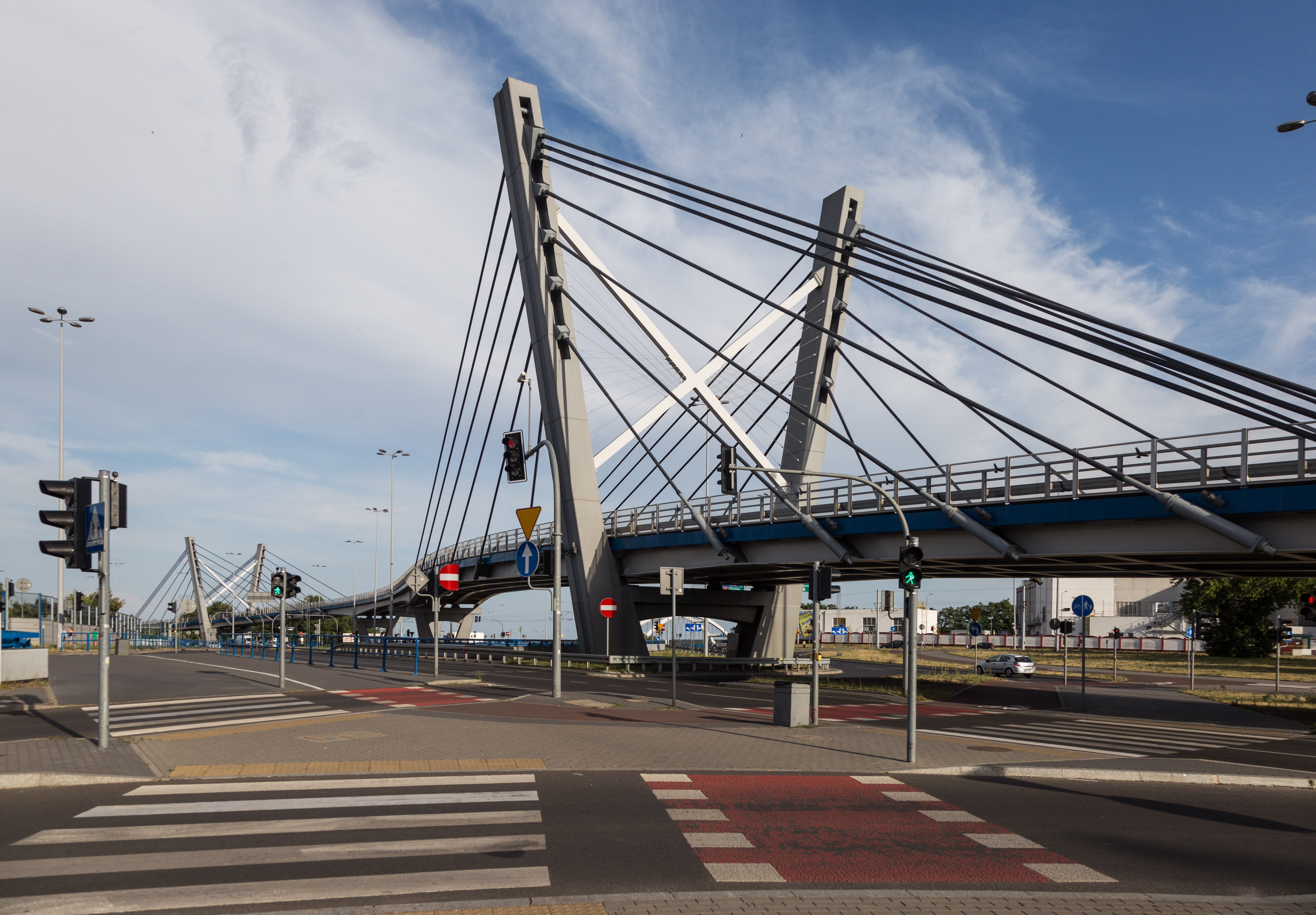
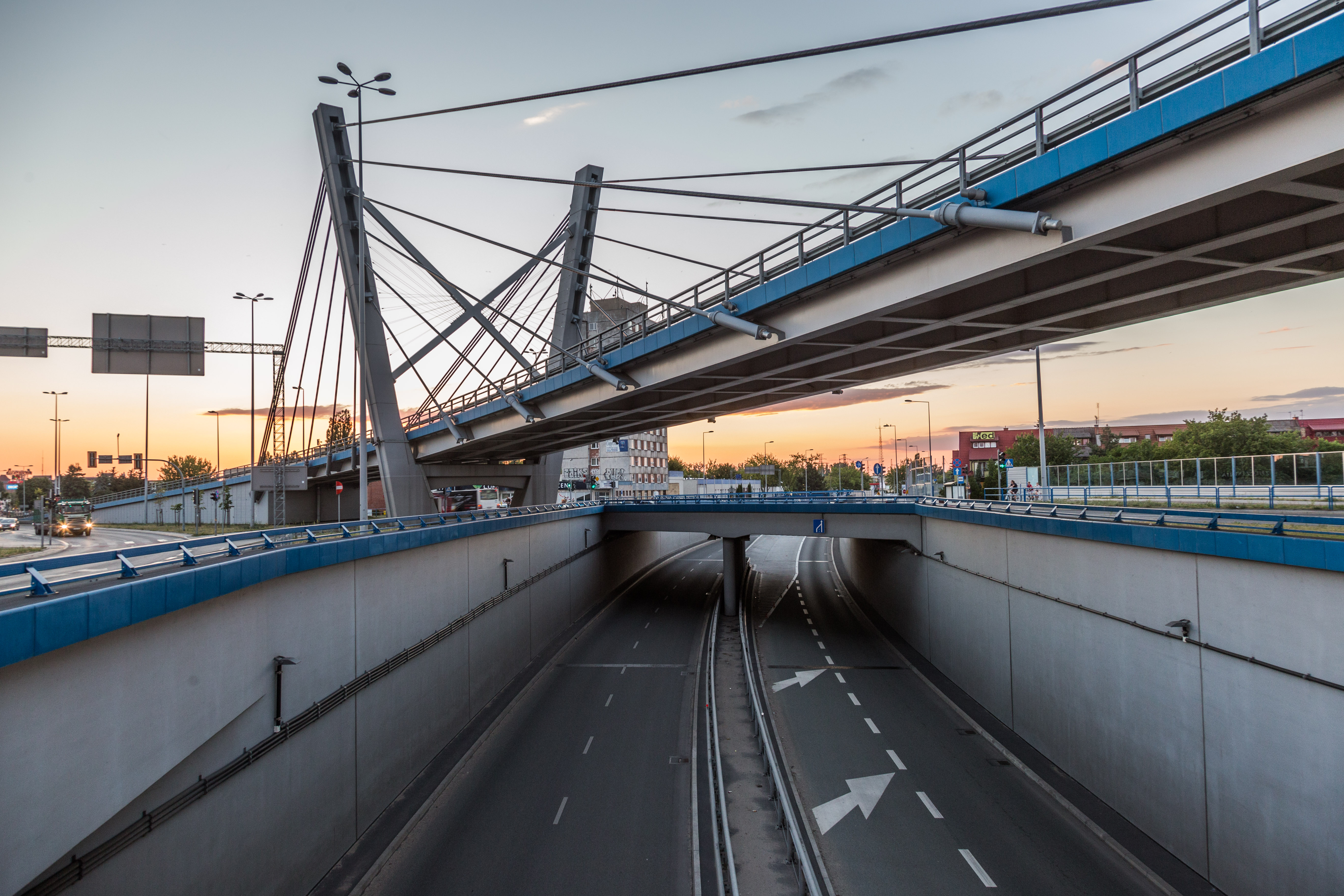
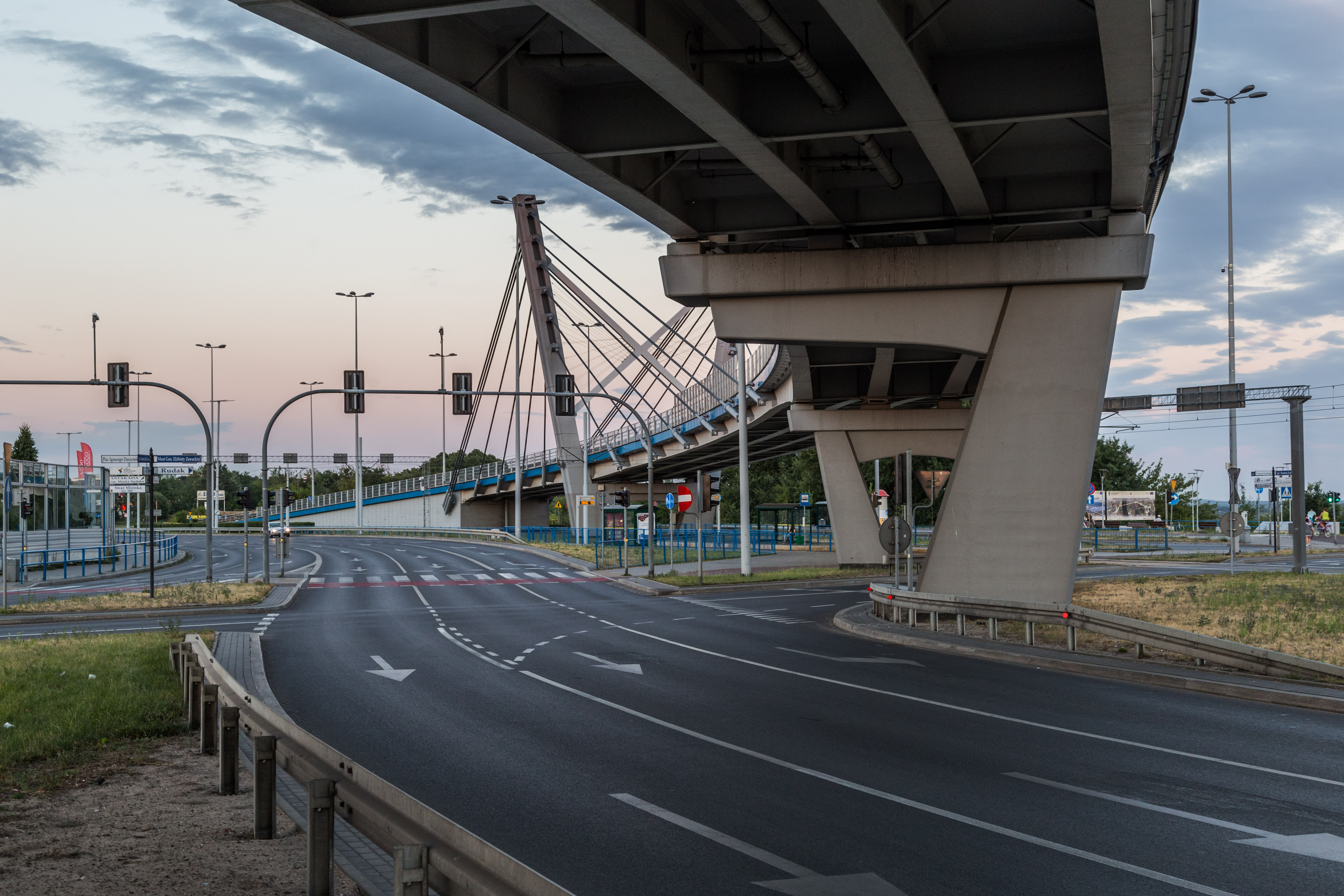
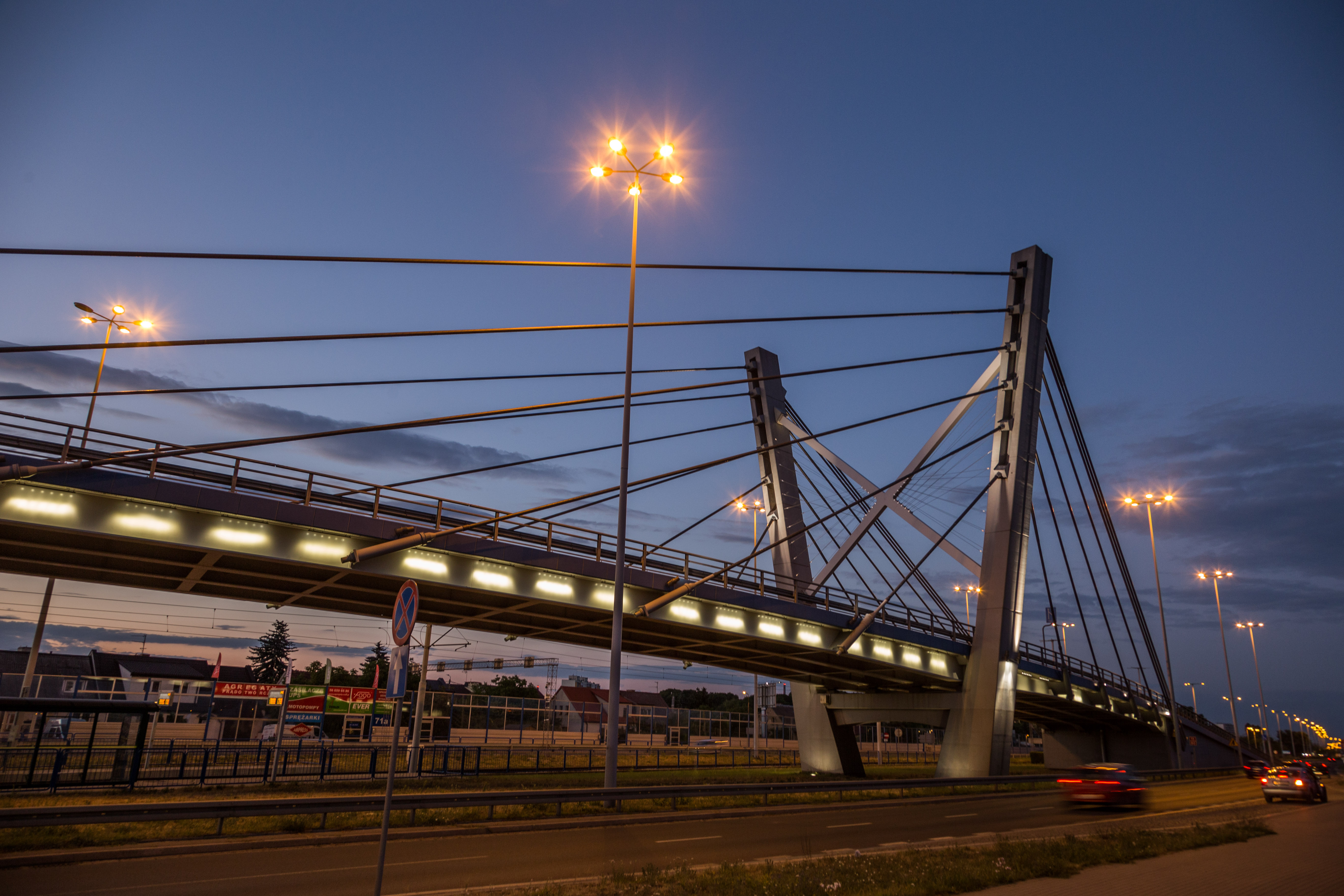

Die Marek-Sudak-Brücke führt zwei der nach Osten führenden Richtungsfahrbahnen der Stanisław-Żółkiewski-Straße über den Daszyński-Platz zur Lubicz-Chaussee (Szosa Lubicka). Die Fahrbahnen in der Gegenrichtung verlaufen ebenerdig.
Das einschließlich der Rampen 510 m lange und 10,2 m breite Bauwerk hat einen S-förmigen Grundriss. Der 296 m weite Bereich zwischen den Rampen ist in sechs Öffnungen mit den Maßen 34 + 80 + 34 + 34 + 80 + 34 m unterteilt, wobei je zwei auf die beiden Schrägseilbrücken entfallen, die eine asymmetrische Seilanordnung haben. Deren äußere Schrägseile sind an den Rampen verankert, während auf der anderen Seite die Öffnungen weiter sind als die Verankerungen. Die Pylone sind schräg nach außen geneigt und mit großen, X-förmigen Stahlträgern mit Hohlquerschnitt versteift. Diese Stahlträger sind außerdem durch Stahlseile zwischen ihnen und den Pylonen versteift. Der Fahrbahnträger besteht aus vier stählernen, 1,0 m hohen Vollwandträgern im Abstand von je 2,8 m und einer 20 cm starken Stahlbetonplatte mit einem Gussasphaltbelag. Sie sind auf den Querbalken der Pylone und auf drei Stahlbetonpfeilern gelagert. Während zwei der Pfeiler V-förmige Doppelpfeiler mit Querbalken sind, musste der mittlere Pfeiler aus Platzgründen mit einem einseitigen 7-förmigen Pfeiler und einem auskragenden Querbalken ausgeführt werden.